# Erik Paulsen
Erik Paulsen (ur. 14 maja 1965 w Bakersfield) – amerykański polityk, członek Partii Republikańskiej.

## Działalność polityczna
Od 1995 do 2008 zasiadał w Izbie Reprezentantów Minnesoty. W okresie od 3 stycznia 2009 do 3 stycznia 2019 przez pięć kadencji był przedstawicielem 3. okręgu wyborczego w stanie Minnesota w Izbie Reprezentantów Stanów Zjednoczonych.